# Автопортрет с синим альбомом для рисования
«Автопортрет с синим альбомом для рисования» — акварель Леона Спиллиарта, написанная им в 1907 году.
Является одной из работ серии из десяти автопортретов, созданных художником в период с 1907 по 1908 год. С 1950 года находится в коллекции Королевского музея изящных искусств Антверпена.
Художник говорил, что рисуя автопортреты, он вступал в беседу с самим собой о своих нарциссических чувствах, своих саморазрушительных мыслях.